# Vincent Faucheux
Vincent Faucheux (ur. 29 stycznia 1982 w Saint-Quentin) – francuski wioślarz.

## Osiągnięcia
- Mistrzostwa Świata – Mediolan 2003 – ósemka wagi lekkiej – 3. miejsce[1].
- Mistrzostwa Świata – Gifu 2005 – dwójka bez sternika wagi lekkiej – 8. miejsce[1].
- Mistrzostwa Świata – Eton 2006 – dwójka bez sternika wagi lekkiej – 7. miejsce[1].
- Mistrzostwa Świata – Monachium 2007 – dwójka bez sternika wagi lekkiej – 4. miejsce[1].
- Mistrzostwa Europy – Poznań 2007 – czwórka bez sternika wagi lekkiej – 7. miejsce[1].
- Mistrzostwa Europy – Ateny 2008 – czwórka bez sternika wagi lekkiej – 4. miejsce[1].
- Mistrzostwa Świata – Poznań 2009 – czwórka bez sternika wagi lekkiej – 4. miejsce[1].